# Janina Steinbok
Janina Steinbok (ur. 6 stycznia 1883 w Warszawie, zm. 12 stycznia 1945 w Krakowie) – polska nauczycielka, dyrektorka szkół w Częstochowie, Kościerzynie i we Włocławku, publicystka, siostra zakonna.

## Życiorys

### Wczesne lata
Urodziła się w Warszawie, w rodzinie Ludwika Steinbok i Marianny Chmielewskiej.
W 1904 roku wstąpiła do świeckiego zakonu Zjednoczenia Pań pw. Matki Boskiej Częstochowskiej Królowej Korony Polskiej.
11 lipca 1911 roku uzyskała dyplom z polonistyki na Wydziale Literackim Kursów Wyższych im. Adriana Baranieckiego w Krakowie. Uprawniał on ją do nauczania języka polskiego w szkołach średnich ogólnokształcących i pedagogicznych. Jeszcze w trakcie studiów, albo krótki po ich ukończeniu rozpoczęła współpracę z nielegalnym czasopismem Myśl Katolicka, za co była poszukiwana przez carską policję.
W 1911 roku została mianowana dyrektorką żeńskiej szkoły średniej w Częstochowie, prowadzonej przez Zjednoczenie Pań. Wykładała język polski, francuski, przyrodę i historię. Uczyła także na kursach dla kobiet ze średnim wykształceniem. Z początkiem 1915 roku została współdyrektorką pensji Zofii Garzteckiej w Częstochowie. Uczennice pensji przedstawiały każdego roku popis swoich umiejętności. Prezentowały na nich wykonanie pieśni ludowych, deklamowały wiersze i wystawiały wykonane przez siebie robótki ręczne. Prezentowały też swoje umiejętności gimnastyczne.

### Dyrektorka we Włocławku

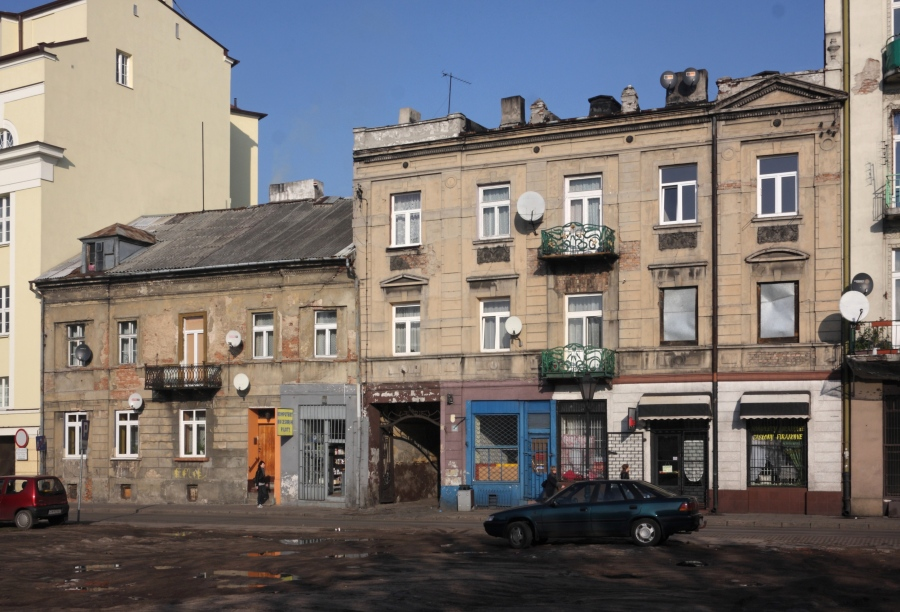
Gimnazjum Janiny Steinbokówny mieściło się początkowo w piętrowym budynku po lewej stronie

W 1915 roku na zaproszenie biskupa Stanisława Zdzitowieckiego przyjechała do Włocławka. W roku szkolnym 1915/16 była współdyrektorką prywatnej pensji Tekli Busz, także członkini Zjednoczenia Pań. W tym czasie dojeżdżała jeszcze do Częstochowy, by wykładać język polski w seminarium nauczycielskim należącym do Zjednoczenia Pań.
17 lipca 1916 roku biskup Zdzitowiecki uzyskał zgodę generała gubernatora Hansa Beselera na założenie we Włocławku dwóch szkół katolickich – dla dziewcząt i dla chłopców. Janinie Steinbok powierzono misję organizacji żeńskiej szkoły katolickiej.
2 września 1916 roku odbyło się uroczyste otwarcie 8-klasowego Gimnazjum Żeńskiego Janiny Steinbokówny, działającego też pod nazwą Gimnazjum Filologiczne Żeńskie Janiny Steinbokówny. Powstało ono z przekształcenia pensji Tekli Busz i zajęło lokale po jej szkole w budynku przy ul. Cyganka 28-30 we Włocławku. Było to sześć pokoi oraz kuchnia i łazienka, wynajmowanych od Antoniego Śliwińskiego. Mieściła się tu też kaplica szkolna. W kolejnym roku z inicjatywy Janiny Steinbok Zjednoczenie Pań nabyło plac przy ul. Przejazd 5 we Włocławku. Ulica ta obecnie nie istnieje, a wspomniany teren leży przy dzisiejszym Placu Kopernika 5. W latach 1923–24 i 1927-28 wzniesiono tu dwa okazałe, nowoczesne gmachy projektu inż. Pietrzykowskiego, istniejące do dziś. Budynki wypełniały wszystkie wymogi stawiane wówczas budynkom szkolnym. Posiadały m.in. centralne ogrzewanie, oświetlenie elektryczne i instalację wodociągowo-kanalizacyjną. Pieniądze na budowę gmachów pożyczono od banków (głównie Bank Gospodarstwa Krajowego) i osób prywatnych, świeckich i duchownych.
Przy szkole uruchomiono dodatkowo 3 klasy szkoły wstępnej. W latach 1926–34 z inicjatywy organizacji Oświata i Wychowanie działało przy nim 5-letnie Seminarium Nauczycielskie. Uczennice miały możliwość zamieszkania w internacie. 5 czerwca 1917 roku biskup Zdzitowiecki nadał szkole sztandar. Widniała na nim Matka Boska w białej szacie i niebieskiej szarfie oraz Orzeł Biały. Podkreślało to wartości religijne i patriotyczne, bliskie dyrektorce szkoły, funkcjonującej w czasie I wojny światowej i pierwszych lat niepodległości.
Janina Steinbok przeszła do historii jako zaradna i pracowita dyrektorka. Jej szkoła była pierwszą pensją dla dziewczyn z polskim językiem wykładowym. Uczyło się w niej od 198 do 338 uczennic. Oprócz uczestnictwa w zajęciach, uczennice m.in. jeździły na wycieczki, organizowały loterie, koncerty, wieczorki artystyczne, przedstawienia i doroczne popisy swoich umiejętności, brały udział w miejskich uroczystościach czy wspomagały biedne dzieci mieszkające w ochronkach. W szkole odbywały się liczne odczyty. Uczyli tu m.in. Tadeusz Cyprian Fopp, Paweł Bojakowski i ks. Apolinary Leśniewski. Ministerstwo Wyznań Religijnych i Oświecenia Publicznego nadało szkole kategorię A. M.in. w roku szkolnym 1919/20, 1920/21, 1924/25 i 1925/26 nadawano szkole niepełne prawa gimnazjów państwowych. Następnie miano jej nadać pełnię praw gimnazjów państwowych. Za swoją działalność, w 1925 roku Janina Steinbok została uhonorowana Orderem Papieskim oraz Dyplomem Papieskim. Dekoracji we Włocławku dokonał nuncjusz apostolski w Polsce Achilles Ratti, późniejszy papież Pius XI.
Steinbok patronowała wydawanemu przez uczennice w latach 1916-19 i 1921-28 czasopismu Orlątko. Na jego łamach uczennice prezentowały swoje wiersze, felietony, utwory humorystyczne i rysunki. Dyrektorka osobiście poddawała korekcie artykuły uczennic, dbała o kształt graficzny pisma i opatrywała każdy numer słowem wstępnym. Podkreślała w nim, że misją szkoły jest wychowanie uczennic w duchu patriotycznym. W szczytowym okresie rozwoju, pismo liczyło sobie ponad 70 stron. Wydawano je nakładem własnym dyrektorki pensji. W 1924 roku na łamach Orlątka zadebiutowała późniejsza poetka i prozaiczka Janina Siwkowska. Sama dyrektorka współpracowała z pismem Dziś i jutro.
Szkoła początkowo należała do Zjednoczenia Pań. W 1923 roku przekształciło się ono w Zgromadzenie pw. Matki Bożej Częstochowskiej. Był to zakon ukryty, nie posiadający klauzury (siostry ubierały się w strój świecki), ale składający ślubowania. Przełożoną Zgromadzenia została Tekla Busz, a Janina Steinbok była jego zakonnicą. Prawdopodobnie z tego powodu jej gimnazjum zostało przejęte przez katolicką organizację Oświata i Wychowanie. Prezesem i inicjatorką powstania stowarzyszenia była Janina Steinbok. Steinbok spłacała zadłużenie z opłat wnoszonych przez uczennice gimnazjum i seminarium nauczycielskiego. Kryzys lat 30. spowodował, że organizacja Oświata i Wychowanie nie podołały spłaty ratom, mimo pomocy biskupa i kapituły.
Zainicjowano wtedy wcielenie Zgromadzenia pw. Matki Bożej Częstochowskiej do zakonu Unii Urszulanej Polskich. Akces odbył się za zgodą papieża Piusa XI 8 lipca 1931 roku w Częstochowie. Tym samym Steinbok została urszulanką. Nowa przełożona zakonu, Cecylia Łubieńska przejęła od Oświaty i Wychowania szkoły we Włocławku. Nie utrzymała ona Gimnazjum Janiny Steinbokówny, które rozwiązano w 1933 roku.

### Ostatnie lata,II wojna światowa
Po przejęciu szkoły przez Unię Urszulanek Polskich, Janinę Steinbok mianowano dyrektorką Gimnazjum (później Liceum) i Seminarium Nauczycielskiego Sióstr Uszulanek w Kościerzynie. Uczyła również języka polskiego i prowadziła Koło Rodzicielskie. W latach 1937–39 była przełożoną Domu Zakonnego Urszulanek w Kościerzynie.
15 września 1939 roku Steinbok wraz z innymi zakonnicami została aresztowana przez niemiecką policję. Siostry uwięziono w Domu Społecznym w Starogardzie Gdańskim. 15 listopada wywieziono je za miasto i nakazano opuścić Rzeszę Niemiecką. Steinbok wyjechała wtedy do Krakowa.
5 marca 1940 roku została przełożoną Sióstr Urszulanek. Będąc w Krakowie, włączyła się w prace Rady Głównej Opiekuńczej. Prowadzony przez nią dom zakonny prowadził kuchnię społeczną, opiekował się więźniami Auschwitz, oflagów i stalagów oraz wysiedleńcami i uciekinierami z ziem wcielonych do Rzeszy i ZSRR. Janina Steinbok uczestniczyła też w tajnym nauczaniu.
W 1944 roku z powodu złego stanu zdrowia zrezygnowała ze wszystkich funkcji społecznych i zakonnych. Zmarła 12 stycznia 1945 roku w Krakowie i tam została pochowana.